# Shamrock (comics)
Pour les articles homonymes, voir Shamrock.
Shamrock est une super-héroïne fictive appartenant à l'univers de Marvel Comics. Elle est apparue pour la première fois en 1982 dans Marvel Super Hero Contest of Champions (le Tournoi des Champions).

## Origine
Le père de Molly Fitzgerald était un nationaliste irlandais fanatique. À l'université, elle découvrit ses pouvoirs et se surnomma Shamrock.
Un jour elle fut téléportée par le grand maître, avec des centaines d'autres super-héros, pour participer au Grand Tournoi. Placée dans l'équipe de la Mort, elle y affronta Captain Britain, son ennemi politique.
Son frère Paddy fut tué en Irlande, et elle s'y réconcilia avec son père. Mais ce dernier la drogua et la livra à Arnim Zola qui souhaitait analyser son don. Elle s'enfuit et son père fit les frais de son pouvoir, se faisant tuer par son propre pistolet quand il essaya de l'abattre.
Shamrock se retira du monde des super-héros quand son pouvoir disparut un beau jour, où elle se cassa la jambe. Elle est depuis devenue coiffeuse.

## Pouvoirs
- Shamrock manipulait les probabilités à son avantage, dans un rayon de 7 mètres autour d'elle.